# Кухар-Онишко Наталія Олександрівна
Наталія Олександрівна Кухар-Онишко (25 січня 1951, Гелетинці — 17 липня 2020, Миколаїв) — українська мистецтвознавиця й краєзнавиця, головна зберігачка фондів Миколаївського обласного краєзнавчого музею.

## Життєпис
Народилася 25 січня 1951 року на Поділлі, у селі Гелетинці Хмельницької області. Батько − Олександр Кухар-Онишко, дослідник української прози.
1968 року закінчила Волочиську середню школу. В 1986–1970 роках працювала художницею на Волочиському побутовому комбінаті. 1970 року, після переїзду родини до Миколаєва, працювала художницею на стадіоні «Суднобудівник».
З 1972 року працює у Миколаївському обласному краєзнавчому музеї спочатку доглядачкою, а згодом науковою співробітницею.
1977 року заочно закінчила Київський художній інститут, факультет теорії і історії мистецтва, захистивши дипломний проект, присвячений архітектурі Миколаєва.
З 1987 року працює у краєзнавчому музеї головною зберігачкою фондів. Є членкинею науково-методичної ради музею, головою реставраційної ради, членкинею комісії міського товариства охорони пам'яток та членкинею комісії по топонімії Миколаєва при міськвиконкомі.
За її активної участі чотирьом вулицям міста Миколаєва повернуто історичні топоніми: Наваринська, Нікольська, Спаська, Потьомкінська.
Була в числі тих, хто брали активну участь у створенні сучасних символів міста Миколаєва: герба і прапора. Відстоювала ідею повернення Миколаєву герба 1883 року. Була також і членкинею журі конкурсів по створенню герба і прапора Миколаївської області. Авторка численних історико-краєзнавчих публікацій, нарисів, книг, газетних та журнальних публікацій, наукових довідок. Учасниця обласних, всеукраїнських, міжнародних наукових конференцій.
За підсумками Миколаївського міського конкурсу «Людина року» визнана «Городянином року — 2001» в номінації «Наука», має подяку Кабінету Міністрів України (2002), 2006 року у складі авторського колективу підручника «Історія Миколаєва» стала лауреаткою обласної премії ім. Миколи Аркаса, нагороджена Почесними грамотами міського голови, Верховної Ради України.
Померла 17 липня 2020 року.

## Публікації (вибрані)
- Архитектура Николаева (конец XVIII — начало XX веков) / Н. А. Кухар-Онышко. — Николаев: МП «Возможности Киммерии», 2001.- 80 с.;
- Богоявленск — колыбель города Николаева [Архівовано 19 червня 2018 у Wayback Machine.]: [очерк: истор.-докум. изд.] / Н. А. Кухар-Онышко. — Николаев: Изд-во Ирины Гудым, 2013. — 208 с.;
- Военный инженер Э. И. Тотлебен: очерк / Н. А. Кухар-Онышко. — Николаев: Изд-во Ирины Гудым, 2010. — 32 с. : ил.- (Легендарные имена;
- Генералиссимус Суворов: очерк / Н. А. Кухар-Онышко. — Николаев: Изд-во Ирины Гудым, 2010. — 48 с. : ил. — (Легендарные имена);
- Данило Самойлович и развитие здравоохранения в Николаеве: очерк/ Н. А. Кухар-Онышко. — Николаев: Изд-во Ирины Гудым, 2010. — 48с. : ил. — (Легендарные имена);
- Жизнь и смерть светлейшего князя Потёмкина Григория Александровича / Н. А. Кухар-Онышко, В. Б. Пиворович. — Николаев: Возможности Киммерии, 2002. — 144 с.;
- Корифеї українського театру на Миколаївщині: [наук.-попул. вид.] / Н. О. Кухар-Онишко. — Миколаїв: Вид-во Ірини Гудим, 2016. — 64 с. : іл. ; 20 см — (Південна бібліотека). — (Забуті сторінки історії);
- Первый гражданин: [Фалеев Михаил Леонтьевич] / Н. А. Кухар-Онышко // «Именовать — город Николаев»: историко-краеведческий выпуск. — Николаев,1989. — С. 42 -51.;
- Первый гражданин Николаева. Фалеев Михаил Леонтьевич: исторический портрет / Н. А. Кухар-Онышко. — Николаев: Возможности Киммерии, 2010. — 160 с.;
- Прогулки по старому Николаеву: фотоальбом / Н. А. Кухар-Онышко. — Николаев: МП «Возможности Киммерии», 1997. — 87 с..

## Матеріали конференцій
- Б. П. Хащдеу на Миколаївщині під час Кримської війни / Н. О. Кухар-Онишко // Історія. Етнографія. Культура. Нові дослідження. ІІІ Миколаївська обласна краєзнавча конференція. — Миколаїв, 2000. — С.301 — 310.;
- Діяльність канцелярії будування міста Миколаєва / Н. О. Кухар-Онишко // Історія. Етнографія. Культура. Нові дослідження. VI Миколаївська обласна краєзнавча конференція. — Миколаїв, 2006. — С.103 -105.;
- Дореволюционная николаевская открытка / Н. А. Кухар-Онышко // Тези першої обласної наукової краєзнавчої конференції «Історія. Етнографія. Культура. Нові дослідження».— Миколаїв, 1995. — С. 149—152.;
- Друг человечества Джон Говард / Н. А. Кухар-Онышко // Матеріали II-ї Миколаївської обласної краєзнавчої конференції «Історія. Етнографія. Культура. Нові дослідження». Т 2. Історія і культура. — Миколаїв, 1997. — С. 12 — 16.;
- Издатель «Отечественных записок» П. П. Свиньин и Николаев / Н. А. Кухар-Онышко // Матеріали II-ї Миколаївської обласної краєзнавчої конференції «Історія. Етнографія. Культура. Нові дослідження». Т 2. Історія і культура. — Миколаїв, 1997. — С.17 — 18.;
- Исповедальные книги как ценный краеведческий источник / Н. А. Кухар-Онышко // Тези першої обласної наукової краєзнавчої конференції «Історія. Етнографія. Культура. Нові дослідження».— Миколаїв, 1995. — С. 184—185.;
- Николаевский некрополь / Н. А. Кухар-Онышко // Історія. Етнографія. Культура. Нові дослідження. IV Миколаївська обласна краєзнавча конференція. — Миколаїв, 2002. — С.154 -156.;
- Унікальний миколаївський пам'ятник — фортифікаційний комплекс періоду Кримської війни / Н. О. Кухар-Онишко // Історія. Етнографія. Культура. Нові дослідження. V Миколаївська обласна краєзнавча конференція. — Миколаїв, 2004. — С.215 -217.

## Співавторка
- Алешин, В. Э. Николаев: архитектурно-исторический очерк / В. Э. Алешин, Н. А. Кухар-Онышко, В. А. Яровой. — К.: «Будивэльнык», 1988. — 184 с.:ил.;
- «Именовать — город Николаев» [Текст]: историко-краеведческий выпуск: [статьи, исследования, очерки: материалы и документы] / Советский фонд культуры. Николаевское областное отделение ; предисл. Л. Траспова. — Николаев: [б. и.], 1989. — 304 с.;
- Николаевцы. 1789—1999 : Энциклопедический словарь: (2000 персоналий, 1500 портретос и иллюстраций) / Е. С. Авербух, Р. Р. Акинина, И. И. Александренко и др.; Гл. ред. В. А. Карнаух.− Николаев. − Возможности Киммерии, 1999.− 376 с.;
- Історія Миколаєва: навчальний посібник для 5 кл. загальноосвіт. школи / Н. О. Кухар-Онишко, О. В. Гриневич, Н. М. Гаркуша. — Миколаїв: Можливості Кіммерії, 1999. — 110 с.;
- Последние дни Г. А. Потемкина / Н. А. Кухар-Онышко, В. Б. Пиворович // Історія. Етнографія. Культура. Нові дослідження. VII Миколаївська обласна краєзнавча конференція. — Миколаїв, 2008. — С.315 -316.;
- Кухар-Онышко, Н. А. Николаев / Н. А. Кухар-Онышко // Николаевские достопримечательности: [науч.-попул. изд.] / авт. кол. : И. И. Александренко, Т. В. Березовская, Н. С. Берсон и др. ; ред. В. А. Карнаух ; предисл. В. Ю. Пучкова. — Николаев: Возможности Киммерии, 2010. — С. 5 — 20.